# Melisa Ertürk
Melisa Dilber Ertürk (* 9. August 1993 in Ottawa) ist eine kanadische Fußballspielerin türkischer Abstammung. 

## Leben
Melisa Ertürk wurde als Tochter des ehemaligen türkischen Fußballprofis Mehmet Ertürk und einer Franco-Kanadierin in der kanadischen Provinz Québec geboren.
Ab September 2006 besuchte sie für drei Jahre die Queen Elizabeth Public School, wo sie im Womens Soccer Team den Royals spielte. Nach ihrem Abschluss an der Queen Elizabeth Public School besuchte Ertürk für ein Jahr die Colonel By Secondary School, wo sie Fußball und Volleyball für die Cougars spielte. Im Sommer 2011 schrieb sie sich an der Middle Tennessee State University für Public Health ein und spielte nebenbei für die Blue Raiders. Im August 2012 ging sie dann an die University of Tennessee at Martin, an der sie ihr Public Healthstudium fortsetzt.

## Fußballkarriere

### Vereine
Neben ihrer Karriere in den Athleticteams der High Schools spielte sie ab 2003 für den Gloucester Hornets Soccer Club und von 2006 bis 2009 für die Nepean Hotspurs. Im Frühjahr 2012 kehrte sie nach einem Jahr bei den Blue Raiders nach Kanada zurück und spielt seitdem in ihrer Heimatstadt für Ottawa Fury.

### Nationalmannschaft
Ertürk ist ehemalige U-17 und U-19 Nationalspielerin der Türkei. Ihr Debüt in der türkischen A-Nationalmannschaft gab sie am 26. März 2010 gegen Schweden.

## Persönliches
Ertürks Vater Mehmet ist stellvertretender Verbandspräsident der Eastern Ontario District Soccer Association und war langjähriger Profi bei İstanbulspor.